# Vorbach
Vorbach  je obec ve vládním obvodě Horní Falc v zemském okrese Neustadt an der Waldnaab v Bavorsku. Žije zde přibližně 1 100 obyvatel. 

## Geografie
Vorbach se nachází v regionu Horní Falc Sever.

### Místní části
Vorbach má sedm místních částí:
| - Grün - Höflas - Oberbibrach - Oberhammermühle | - Rosamühle - Unterbibrach - Vorbach |

## Historie
Obec Vorbach patřila majetkově k důchodní kanceláři v Ambergu a soudně ke krajskému soudu Bavorského kurfiřtství v Eschenbachu. V roce 1818 v důsledku bavorské obecní reformy vznikla obec Vorbach.
Na území obce se nacházejí pozůstatky zaniklého hradu Oberbibrach a zámku Vorbach. 